# Phytomyza infelix
Phytomyza infelix este o specie de muște din genul Phytomyza, familia Agromyzidae, descrisă de Spencer în anul 1969.
Este endemică în Alaska. Conform Catalogue of Life specia Phytomyza infelix nu are subspecii cunoscute.